# Tineke Kröner
Tineke Kröner (Den Haag, 22 maart 1922 – Hengelo, 1 maart 2004) was een medewerker van het verzet, zij is onderscheiden met het verzetsherdenkingskruis en de King's Medal for Courage in the Cause of Freedom.
Zij heeft onder meer de Schotse kolonel Graeme Warrack, divisiearts van de 1e Luchtlandingsdivisie opgevangen na zijn ontsnapping. Na de Slag om Arnhem bleef Warrack verantwoordelijk voor de vele Britse gewonden in de regio van wie de meesten werden verzameld in het nieuw opgericht noodhospitaal in de Koning Willem III-kazerne in Apeldoorn.
Warrack ontsnapte uit deze kazerne na zich twee weken te hebben verstopt in een kast van zijn slaapkamer; deze kamer is nu ingericht als klein museum op de kazerne. Na zijn ontsnapping uit de kazerne liep hij door de bossen naar het zuiden en klopte aan bij de boerderij van de familie Kröner te Otterlo. Hier werd hij opgevangen door Tineke, Warrack verbleef meestal in een door de familie gemaakt hol in het bos maar verbleef ook vaak bij de familie in huis. Hij vertrok maar keerde terug na een mislukte ontsnappingspoging als deelnemer van Operatie Pegasus II. Hij was in het gezelschap van de Amerikaanse vlieger John Low die ook had geprobeerd te ontsnappen. Uiteindelijk kon Warrack via de Biesbosch ontsnappen. In Warracks boek Tocht door het duister wordt zij uitgebreid beschreven als "Tineke".
Haar verloofde, Lodewijk Storm van 's Gravesande, was gearresteerd door de Gestapo en via kamp Amersfoort gedeporteerd naar Duitsland. Na de oorlog trouwden zij. Haar zwager Jan Storm van 's Gravesande was Engelandvaarder en sneuvelde als marineofficier tijdens de slag in de Javazee.